# Maćkowicze
Maćkowicze – wieś w Polsce położona w województwie podlaskim, w powiecie siemiatyckim, w gminie Mielnik. Leży nad Bugiem.
Wieś królewska w starostwie mielnickim w ziemi mielnickiej województwa podlaskiego w 1795 roku. W latach 1975–1998 miejscowość administracyjnie należała do województwa białostockiego.
W skład sołectwa Maćkowicze wchodzą też: przysiółek Maćkowicze-Kolonia i wieś Stankowicze.
We wsi znajduje się wybudowana w latach 1995–1997 drewniana prawosławna cerkiew filialna Świętych Cyryla i Metodego, należąca do parafii Narodzenia Przenajświętszej Bogurodzicy w Mielniku. Nabożeństwa w cerkwi odprawiane są w każdą niedzielę oraz 24 maja – w święto patronów. Natomiast wierni kościoła rzymskokatolickiego należą do parafii św. Apostołów Piotra i Pawła w Siemiatyczach Stacji.